# Арно, Франсуа
Франсуа́ Арно́ (фр. François Arnaud, урожд. Франсуа́ Барбо́ (фр. François Barbeau), род. 5 июля 1985, Монреаль) — франкоканадский актёр, получивший известность благодаря ролям Антонина Рембо в фильме «Я убил свою маму» и Чезаре Борджиа в телесериале «Борджиа».

## Ранние годы
Арно родился в Монреале, однако его детство проходило также в Бретани во Франции. Он свободно владеет французским, английским и испанским языками. У Арно есть младшая сестра. Он окончил Монреальское высшее училище драматического искусства в 2007 году. Он взял псевдоним Арно, чтобы избежать путаницы с известным в Канаде художником по костюмам Франсуа Барбо.

## Карьера
В 2007 году Арно дебютировал в театре, годом позже начал сниматься в кино и на телевидении. Получил первую известность благодаря дебютному фильму франкоканадского режиссёра Ксавье Долана «Я убил свою маму» (2009), где исполнил роль любовника главного героя, сыгранного самим Доланом. За данную роль Арно получил в 2010 году в Торонто награду VFCC Award за лучшую роль второго плана.
В 2011—2013 годах Арно исполнял роль Чезаре Борджиа в телесериале «Борджиа». Он исполнил роль Оскара в сериале NBC «Слепая зона», а в 2017—2018 годах исполнял главную роль в мистическом телесериале «Миднайт, Техас».

## Личная жизнь
20 сентября 2020 года рассказал о своей бисексуальности в своём аккаунте в Instagram. Арно встречался с актрисами Холлидей Грейнджер, Эвелин Брошу и Сарой Гадон. В настоящее время состоит в отношениях с актёром Марком Бендэвидом.

## Фильмография
| Год       |     | Русское название               | Оригинальное название    | Роль                |
| --------- | --- | ------------------------------ | ------------------------ | ------------------- |
| 2007      | с   | —                              | C.A.                     | официант            |
| 2008      | тф  | Обезличенная                   | Mistaken                 | Стефан              |
| 2009      | ф   | Я убил свою маму               | J’ai tué ma mère         | Антонин Рембо       |
| 2009      | ф   | Тепловая волна                 | Les grandes chaleurs     | Янник Менар         |
| 2009      | кор | —                              | Missing                  | Дерек               |
| 2009—2010 | с   | —                              | Yamaska                  | Тео Карпентье       |
| 2011—2013 | с   | Борджиа                        | The Borgias              | Чезаре Борджиа      |
| 2013      | ф   | Щитомордники                   | Copperhead               | Уорнер Питтс        |
| 2013      | ф   | Марокканский жиголо            | Moroccan Gigolos         | Николас             |
| 2013      | кор | —                              | Hamelin                  | волынщик            |
| 2014      | ф   | Амапола                        | Amapola                  | Люк                 |
| 2015      | ф   | Бешеные                        | Enragés                  | Винсент             |
| 2015      | ф   | Большие небеса                 | Big Sky                  | Клит                |
| 2015      | ф   | Девушка-король                 | The Girl King            | Карл Густав Казимир |
| 2015—2016 | с   | Лагерь Х                       | X Company                | Рене                |
| 2015—2020 | с   | Слепая зона                    | Blindspot                | Оскар               |
| 2016      | ф   | Джин из Джонсов                | Jean of the Joneses      | Джеремайя Розен     |
| 2016      | тф  | Любовница из старшей школы     | High School Lover        | Кристиан Бут        |
| 2016      | ф   | Сад людей                      | The People Garden        | Джейми              |
| 2016      | ф   | Человек, который был Четвергом | The Man Who Was Thursday | Четверг             |
| 2017      | с   | Шиттс Крик                     | Schitt’s Creek           | Себастьян Рейн      |
| 2017      | ф   | Разрешение                     | Permission               | Дейн                |
| 2017      | ф   | —                              | Origami                  | Дэвид Марсо         |
| 2017—2018 | с   | Миднайт, Техас                 | Midnight, Texas          | Манфред Бернардо    |
| 2018      | с   | Нереальный холостяк            | Unreal                   | Томми Кастелли      |
| 2019      | ф   | Быстрые движения глаз          | Rapid Eye Movement       | Рик Видер           |
| 2019—2021 | с   | Рождество с семейкой Муди      | The Moodys               | Дэн Муди            |
| 2020      | ф   | —                              | She’s in Portland        | Люк                 |
| 2020      | ф   | —                              | Paint                    | Коннер Фонтейн      |
| 2020      | кор | —                              | Esther’s Choice          | Майкл               |
| 2021      | ф   | —                              | The Winter House         | Джесси              |
| 2021      | ф   | —                              | La Switch                | Леблан              |
| 2021      | ф   | —                              | Au revoir le bonheur     | н/д                 |
| 2022      | ф   | —                              | Surface                  | Harrison            |